# Ernest Thesiger
Ernest Frederic Graham Thesiger (ur. 15 stycznia 1879 w Londynie, zm. 14 stycznia 1961 tamże) – angielski aktor filmowy i sceniczny.

## Filmografia[1]
- 1922: Numer trzynasty (Number 13, film nieukończony)
- 1932: Stary mroczny dom (The Old Dark House)
- 1935: Narzeczona Frankensteina (The Bride of Frankenstein)
- 1936: Człowiek, który czynił cuda (The Man Who Could Work Miracles)
- 1944: Henryk V (Henry V)
- 1946: Cezar i Kleopatra (Caesar and Cleopatra)
- 1946: Niecierpliwość serca (Beware of Pity)
- 1948: Kadet Winslow (The Winslow Boy)
- 1951: Magiczna skrzynka (The Magic Box)
- 1951: Człowiek w białym ubraniu (The Man in the White Suit)
- 1953: Szata (The Robe)
- 1955: Aligator Stokrotka (An Alligator Named Daisy)
- 1958: Koński pysk (The Horse’s Mouth)
- 1959: Wojna płci (The Battle of the Sexes)
- 1960: Synowie i kochankowie (Sons and Lovers)
- 1961: Rzymska wiosna pani Stone (The Roman Spring of Mrs. Stone)